# حسین‌آباد (ایلام)
حسین‌آباد، روستایی در دهستان میش خاص بخش سیوان شهرستان ایلام در استان ایلام ایران است.

## جمعیت
بر پایه سرشماری عمومی نفوس و مسکن در سال ۱۳۹۵، جمعیت این روستا برابر با ۶۱۸ نفر (۱۷۹ خانوار) بوده‌است.